# ميكافنجين
ميكافانجين (بالإنجليزية: Micafungin)‏ (الاسم التجاري Mycamine) هو مضاد فطري من مجموعة إتشينوكاندين حصل على الموافقة النهائية من الولايات المتحدة الغذاء والدواء في 16 مارس 2005، كما حصل على الموافقة من الاتحاد الأوروبي في 25 أبريل 2008.

## الاستعمال الطبي
ميكافانغين هو مضاد فطري من زمرة إتشينوكاندين مع خصائص عامة مشابهة لخصائص كاسبوفنجين. يستعمل في المعالجة والوقاية من داء المبيضات وأيضاً في معالجة داء الرشاشيات.</ref>

يعطى على شكل ملح صودي عبر التسريب الوريدي بجرعات 50 مغ مرة واحدة يومياً لداء المبيضات.
في معالجة داء المبيضات المريئي يوصى بجرعة 150 مغ يومياً.
بالنسبة لداء الرشاشيات يعطى 50 إلى 150 مغ مرة واحدة يومياً.
استعملت جرعات تصل إلى 300 مغ يومياً في الأمراض الشديدة أو المقاومة للعلاج. تستعمل جرعة 50 مغ يومياً للوقاية من داء المبيضات عند المرضى الخاضعين لزرع خلايا جذعية منتجة للدم.

## التأثير المضاد للجراثيم
كما هو الحال بالنسبة للكاسبوفنجين (انظر كاسبوفنجين).

## الحرائك الدوائية
يمتص ميكافانغين من السبيل المعدي المعوي بعد الجرعات الفموية. يرتبط أكثر من 99% ببروتينات البلازما، بشكل رئيسي الألبومين.
يستقلب ميكافانغين بوساطة اريل سلفاتاز إلى شكله الكاتيكولي وثم يستقلب إلى شكله الميتوكسي بوساطة كاتيكول-اوميتيل ترانسفيراز. تحدث بعض الحلمهة للميكافانغين بوساطة ايزوانزيمات جملة السيتوكروم P450 .

## التأثيرات العكسية
كما هو الحال بالنسبة لكاسبوفنجين (انظر كاسبوفنجين).
حدثت أيضاً حالات منفصلة من فشل الوظيفة الكلوية أو الفشل الكلوي الحاد عند المرضى الذين يأخذون ميكافانغين.

## التداخلات
ممكن أن يزيد ميكافانغين من المساحة تحت منحني التراكيز-الوقت للنيفدبين و سيروليمس.

## الاحتياطات
الأشخاص الذين حدث لديهم شذوذات في اختبارات وظيفة الكبد أو الكلى أثناء أخذهم ميكافانغين يجب أن يراقبوا من أجل تدهور الوظيفة الكبدية والكلوية على التوالي.

## وصلات خارجية
- Mycamine website, run by Astellas Pharma US
- Mycamine Prescribing Information
- Gregory Eschenauer, Daryl D DePestel, and Peggy L Carver: Comparison of echinocandin antifungals. Ther Clin Risk Manag 2007, 3(1): 71–97.